# Posadas (Spanje)
Posadas is een gemeente in de Spaanse provincie Córdoba in de regio Andalusië met een oppervlakte van 160 km². In 2001 telde Posadas 7077 inwoners.

## Demografische ontwikkeling
Bron: INE, 1857-2011: volkstellingen